# Guy Clair
Guy De Vleeschouwer dit Guy Clair, noto anche con lo pseudonimo di Zedchel, Sedchel (Bruxelles, 15 maggio 1956 – 30 gennaio 2013), è stato un fumettista belga.

## Biografia
Guy De Vleeschouwer è nato il 15 maggio 1956 a Bruxelles. Era figlio di un padre proiettava film al cinema e la sua immaginazione era sviluppata dai film che gli permettevano di vedere. Il piccolo Guy amava raccontare storie ed eccelleva nella scrittura. Intorno ai 6 o 7 anni, Guy inizia a disegnare, come molti bambini, sui margini dei suoi quaderni a quadretti, influenzato dalle avventure de La Patrouille des Castors di Mitacq e dalle corse di automobili di Jean Graton.
Il padre lo incoraggiò a disegnare dopo aver notato che il figlio era più bravo nel disegno che in matematica. La sua formazione scolastica viene interrotta da un incidente che lo lascia immobilizzato per molto tempo. Nel 1968 Guy Clair incontra Salvatore Adamo, che gli chiede di illustrare alcune canzoni per il giornale del suo fan club. All'età di 15 anni Guy entra all'Accademia Reale di Belle Arti di Bruxelles, dove studia arti grafiche, pubblicità, illustrazione, scultura, incisione e modellazione. I fumetti non erano previsti dal programma di studi. I suoi compagni di corso erano Malik e Dupa, con i quali strinse una stretta amicizia.
Nel maggio 1974, Michel Deligne pubblica il suo breve racconto di 7 pagine Va mon bateau sulla rivista Curiosity. Nel 1976, Guy Clair fa un importante incontro con Jean-Marie Brouyère. Nel 1977, il caporedattore Thierry Martens lo porta a Spirou, dove si unisce ad altri giovani autori come Bom, Bosse, André Geerts, Dédé (André Verheye), Bernard Hislaire, Daniel Kox, Malik, Patrick Rohat e Watch nella rubrica L'Apache qui rit con lo pseudonimo di Sedchel.
Insieme a Bruyère, crea Hans et Marie, una storia esoterica in 44 tavole in bianco e nero, pubblicata su Spirou Spécial dal 1981 al 1982. Nel 1982 pubblica tre racconti su Le Journal illustré le plus grand du monde e un quarto l'anno successivo. Nel 1983, Guy Clair - con lo pseudonimo di Zedchel - e Gérald Frydman hanno avuto l'idea di creare una storia di Dracula, in cinque strisce, quattro delle quali sono state pubblicate su Fluide glacial.
Nel 1989, su richiesta dell'editore Claude Lefranc e in collaborazione con lo sceneggiatore André-Paul Duchâteau, inizia a lavorare a un adattamento a fumetti di Sherlock Holmes di Arthur Conan Doyle,. Pubblica La Sangsue rouge (1990), colorata da Luce Daniels, La Béquille d'aluminium (1993) nella raccolta "BDétectives" pubblicata da Lefrancq e La Vieille Russe, che colora anche nella raccolta B.Détectives. - Le Masque présente del 1997.
Nel 1997 ha pubblicato sulla rivista Hop! la gag Le Deuxième Souffle en balade.
Nel 2001, Soleil Productions ripubblica i volumi La Sangsue rouge e La Béquille d'aluminium nella collana "Détectives BD", per i quali disegna nuove copertine.
Ha inoltre contribuito all'album collettivo Flash Back pubblicato da Comic! Events nel 19951.
Nel 2007 ha reso omaggio a François Walthéry in Natacheries, pubblicato da BD Belge.
Guy Clair è morto il 30 gennaio 2013 all'età di 56 anni.

## Opere

### Album di fumetti
Pubblicati da Lefrancq:
- La Sangsue rouge, Lefrancq, serie "BDétectives", Bruxelles, 1990

Sceneggiatura: André-Paul Duchâteau - Disegno: Guy Clair - Colori: Luce Daniels,
Adattamento da Arthur Conan Doyle. n. 4 della collezione.
- La Béquille d'aluminium, Lefrancq, coll. "BDétectives", Bruxelles, aprile 1993.

Sceneggiatura: André-Paul Duchâteau - Disegno: Guy Clair - Colori: Luce Daniels
- La Vieille Russe, Lefrancq, "B.Détectives. - Le Masque présente", Bruxelles, settembre 1997.

Sceneggiatura: André-Paul Duchâteau - Disegno e colori: Guy Clair
Pubblicato da Soleil:
- La Sangsue rouge, Soleil, collana "Détectives BD", Tolone, 1º gennaio 2001

Sceneggiatura: André-Paul Duchâteau - Disegno: Guy Clair - Colori: Luce Daniels
- La Béquille d'aluminium, Soleil Productions, serie "Détectives BD", Tolone, 1º gennaio 2001

Sceneggiatura: André-Paul Duchâteau - Disegno: Guy Clair - Colori: Luce Daniels
Collettivo:
- Flash Back[18], Comic! Eventi, agosto 1995

Sceneggiatura: collettivo - Disegno: collettivo, compreso Guy Clair - Colore: b&n
Questo Flash Back è stato realizzato in collaborazione con Bédécine Illzach e pubblicato in occasione del 10° Coxyde BD Festival (15 luglio-6 agosto 1995) in un'edizione di 1.500 copie numerate a mano. Testi rari e titoli della serie in due lingue: francese e fiammingo. D/1995/6941/06. Formato italiano.

### Giornali e riviste
Rivista Curiosity:
- Va mon bateau, disegno e sceneggiatura: Guy Clair, 7 tavole, Curiosity magazine[19] n. 9, Bruxelles, Éditions Michel Deligne, maggio 1974.